# Лобінцев Микита Костянтинович
Микита Костянтинович Лобінцев  (рос. Nikita Lobintsev, 21 листопада 1988) — російський плавець, олімпійський медаліст.

## Виступи на Олімпіадах
| Олімпіада   | Дисципліна                             | Місце |
| ----------- | -------------------------------------- | ----- |
| Пекін 2008  | плавання на 400 метрів вільним стилем  | 8     |
| Пекін 2008  | плавання на 1500 метрів вільним стилем | 31    |
| Пекін 2008  | естафета 4 × 200 вільним стилем        | 2     |
| Лондон 2012 | плавання на 100 метрів вільним стилем  | 8     |
| Лондон 2012 | естафета 4 × 100 вільним стилем        | 3     |